# Don't Sleep
Don't Sleep è il terzo album in studio di DJ Hurricane, pubblicato nel 2000.

## Tracce
1. Ghost (intro)
2. Make Thing Better
3. Connect
4. Keep It Real
5. Come Get It
6. Interlude
7. Freeze the Frame
8. Life, the
9. How We Doin' It
10. Hurra's So Fly
11. Blow It Up
12. Conjuction Verb Interlude
13. Can't Stop Us Now
14. Kickin' Wicked Rhymes
15. Shake 'Em
16. We Will Rock You
17. Background

## Collaboratori
- Faith Evans
- Adam Horovitz
- Kool G Rap
- Money Mark
- Public Enemy
- Talib Kweli
- Xzibit